# Ravenscourt Park (Metropolitano de Londres)
Ravenscourt Park é uma estação do Metrô de Londres localizada no oeste de Hammersmith, Oeste de Londres. A estação é servida pela linha District e fica entre as estações Hammersmith e Stamford Brook.
A estação está localizada entre a Dalling Road (B408) e a Ravenscourt Road e fica a cerca de 100 m ao norte da King Street (A315). A estação leva o nome do vizinho Ravenscourt Park e está na Zona 2 do Travelcard.
A estação tem quatro vias atendidas por duas plataformas centrais. Os trilhos externos são utilizados pela linha District. A linha Piccadilly utiliza os trilhos internos, mas não para aqui, exceto em raras ocasiões, como obras de engenharia que ocorrem em outros trechos da linha District, e durante os serviços noturnos na véspera de Ano Novo. O membro da Assembleia de Londres, Murad Qureshi, pediu que os trens da linha Piccadilly parassem regularmente no Ravenscourt Park.

## História
A linha através da estação Ravenscourt Park foi inaugurada em 1 de janeiro de 1869 pela London and South Western Railway (L&SWR) em um novo ramal para Richmond. O ramal foi construído a partir da West London Joint Railway começando ao norte da estação Addison Road (agora Kensington (Olympia)). A linha passava por Shepherd's Bush e Hammersmith através de uma curva agora fechada e inicialmente a próxima estação a oeste de Hammersmith (Grove Road) (também agora fechada) era Turnham Green.
A estação Ravenscourt Park foi inaugurada como Shaftesbury Road pela L&SWR em 1 de abril de 1873.
Em 1 de junho de 1877, a District Railway (DR, agora a linha District) abriu uma pequena extensão de seu terminal em Hammersmith para se conectar aos trilhos L&SWR a leste da estação Ravenscourt Park. A DR então começou a operar trens pelos trilhos L&SWR para Richmond. Em 1 de outubro de 1877, a Metropolitan Railway (MR, agora Metropolitan line) também iniciou um serviço para Richmond através da estação Grove Road.
Em 5 de maio de 1878, a Midland Railway começou a operar um serviço tortuoso conhecido como Super Outer Circle de St Pancras a Earl's Court via Cricklewood e South Acton. Operava em uma conexão agora desativada entre a North London Railway e a filial L&SWR de Richmond. O serviço não foi um sucesso e foi encerrado em 30 de setembro de 1880.

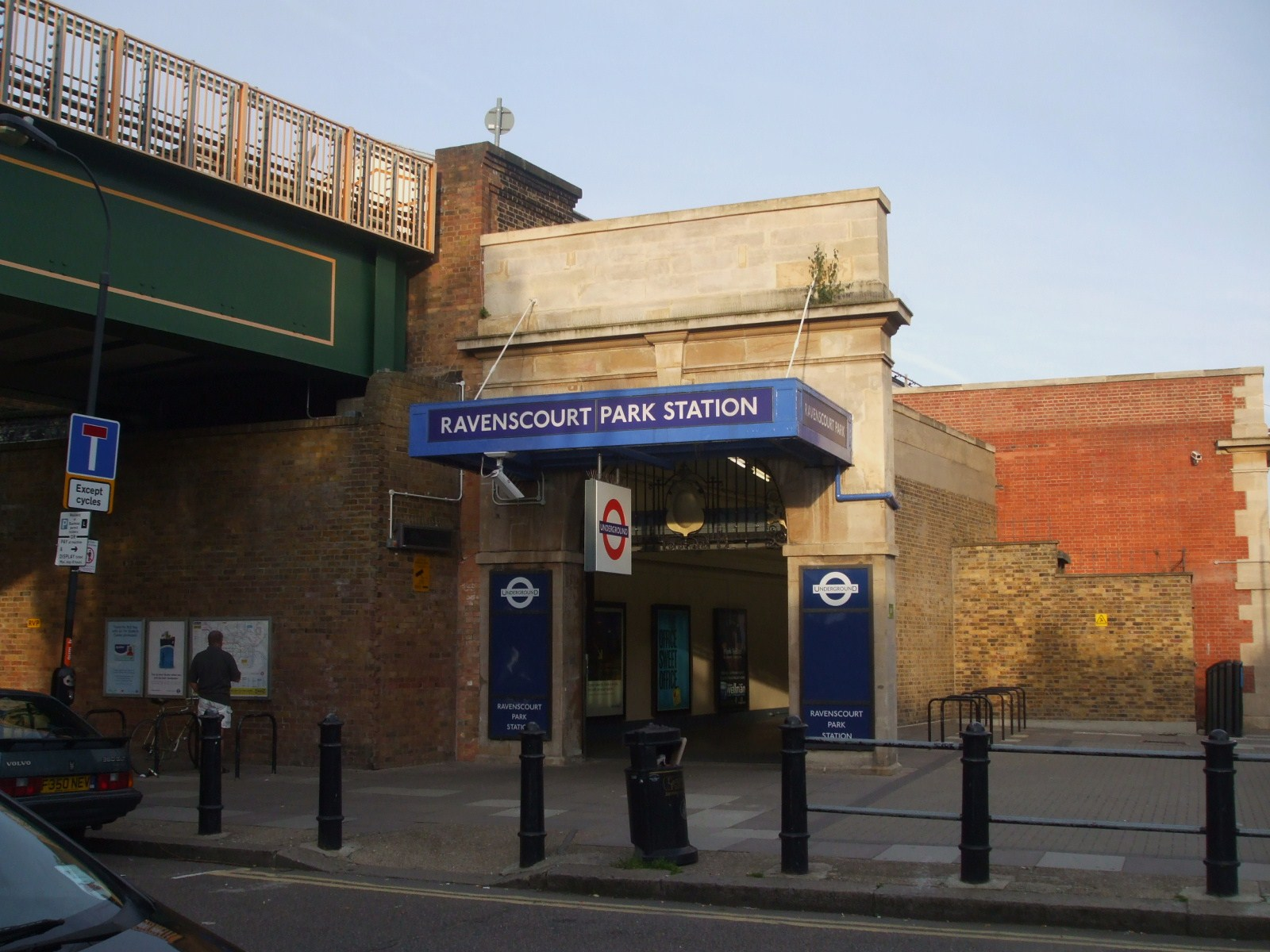
Entrada principal de Ravenscourt Park

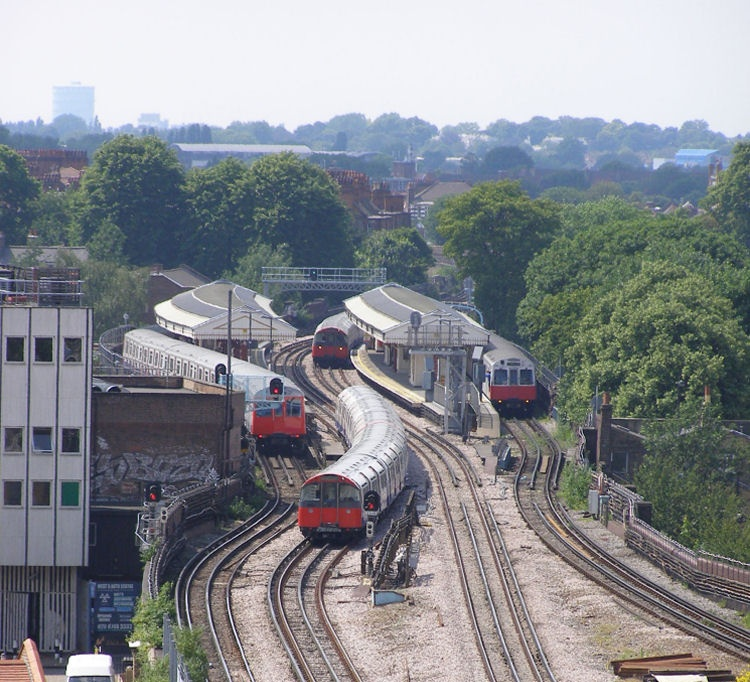
Um encontro de quatro vias entre dois trens da linha Piccadilly e dois trens da linha District em Ravenscourt Park saindo da King's Mall nas proximidades

Após um acidente em Turnham Green em 9 de abril de 1878, quando um passageiro caiu ao tentar subir a 24 polegadas (610 mm) da plataforma para um vagão DR, as plataformas em Shaftesbury Road foram levantadas experimentalmente a partir da altura padrão L&SWR de 1 foot 9 inches (530 mm) acima do nível do trilho para 2 pés 10 inches (860 mm), que era inferior à altura padrão DR de 3 pés Predefinição:Convert/and/frn1 (950 mm).
O ramal de Richmond foi um grande estímulo para o desenvolvimento residencial ao longo da rota e o tráfego na linha era alto. O serviço do DR entre Richmond, Hammersmith e o centro de Londres era mais direto do que as rotas do L&SWR ou do MR via estação Grove Road ou a outra rota do L&SWR de Richmond via Clapham Junction e exigia grande parte do costume.
Em 1 de março de 1888, a estação recebeu o nome atual antes que o parque próximo fosse aberto ao público.
A partir de 1 de janeiro de 1894, a GWR começou a compartilhar o serviço da MR em Richmond e serviu Turnham Green mais uma vez, o que significa que os passageiros de Ravenscourt Park poderiam viajar nos serviços de quatro operadoras.
Após a eletrificação dos trilhos do próprio DR ao norte de Acton Town em 1903, o DR financiou a eletrificação dos trilhos através de Ravenscourt Park. Os trilhos entre Acton Town e o centro de Londres foram eletrificados em 1 de julho de 1905. Embora os serviços DR fossem operados com trens elétricos, os serviços L&SWR, GWR e MR continuaram a ser transportados a vapor.
Os serviços MR foram retirados em 31 de dezembro de 1906 e os serviços GWR foram retirados em 31 de dezembro de 1910, deixando as operações em Ravenscourt Park para o DR e L&SWR. O L&SWR construiu um par adicional de trilhos não eletrificados entre Turnham Green e sua junção com o distrito em Hammersmith e os abriu em 3 de dezembro de 1911, embora seu uso tenha durado pouco, pois os trens do distrito superaram os L&SWR na medida em que o A L&SWR retirou seu serviço entre Richmond e Addison Road em 3 de junho de 1916, deixando a District como a única operadora.

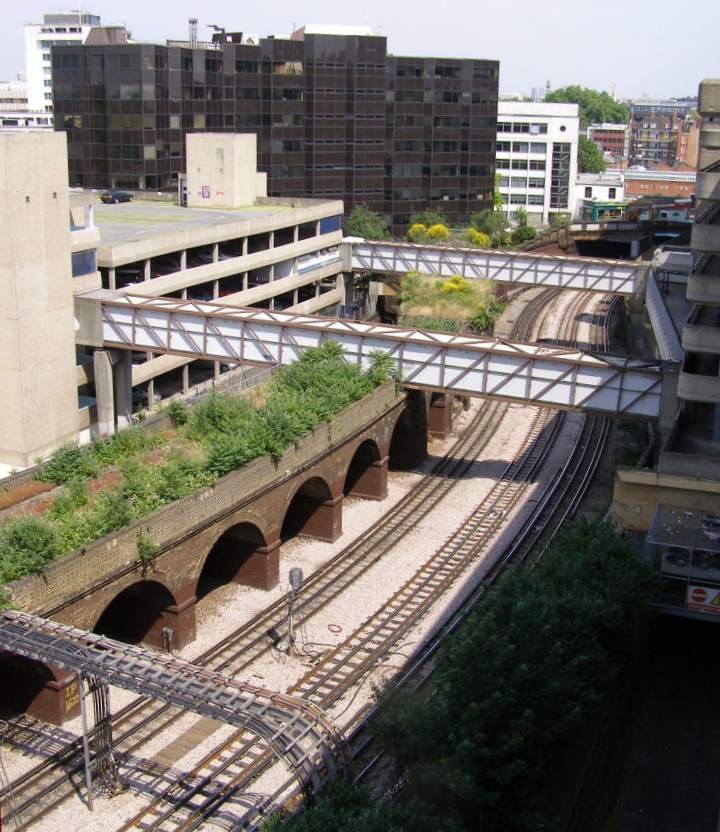
Viaduto abandonado no acesso à estação Grove Road. Da direita para a esquerda: as linhas District e Piccadilly no sentido oeste, a linha Piccadilly no sentido leste, o viaduto abandonado; a linha District no sentido leste está escondida atrás dela.

No início da década de 1930, a London Electric Railway, precursora do Metrô de Londres e proprietária das linhas District e Piccadilly, iniciou a reconstrução dos trilhos entre Hammersmith e Acton Town para permitir que a linha Piccadilly fosse estendida de Hammersmith a Uxbridge e Hounslow West (então o terminal do que hoje é o ramal de Heathrow). Os trilhos internos do Ravenscourt Park foram designados para a linha Piccadilly entre as linhas de parada da linha District. Os serviços da linha Piccadilly começaram a circular pelo Ravenscourt Park em 4 de julho de 1932.
A leste da estação, as partes restantes do viaduto (foto) que levam os trilhos do L&SWR até a estação Grove Road estão situadas entre as linhas District e Piccadilly no sentido leste, no acesso à estação Hammersmith.

## Conexões
As rotas 110, 190, 218, 267, 306 e H91 dos ônibus de Londres e as rotas noturnas N9, N11 e N266 atendem a estação.